# Daniel Ings
Daniel Ings (11 november 1985) is een Brits acteur. 
Ings bezocht Dauntsey's School in Wiltshire en ging na zijn afstuderen naar Lancaster University, waar hij theaterwetenschappen studeerde. In 2008 voltooide hij deze opleiding. Later volgde hij een acteeropleiding aan de Bristol Old Vic Theatre School en het British National Youth Theatre en verscheen hij in verschillende tv-series, toneelstukken en films. Hij speelde Luke Curran in de Channel 4/Netflix komedie Lovesick (2014–2018) en werkte ook mee aan onder andere Psychoville (2011), The Café (2011), The Crown (2016–2017), Instinct (2018–2019), Black Mirror (2019), The English Game (2020), I Hate Suzie (2020), Sex Education (2023), The Gold (2023) en The Gentlemen (2024).
Ings is getrouwd en heeft twee zonen.

## Filmografie
- 2010: The Third One This Week
- 2010: Audiobook
- 2010: Funny Money
- 2011: The Last Temptation of William Shaw
- 2011: Pirates of the Caribbean: On Stranger Tides
- 2011: After Before Sunrise
- 2014–2018 Lovesick (22 afleveringen)
- 2016: Eddie the Eagle
- 2016: Agatha Raisin (televisieserie, 1 aflevering)
- 2016: Vera (televisieserie, 1 aflevering)
- 2016–2017: The Crown (televisieserie, 9 afleveringen)
- 2018–2019: Instinct
- 2019: Sex Education (televisieserie, 2 afleveringen)
- 2019: Black Mirror (televisieserie, 1 aflevering)
- 2020: The English Game
- 2022: Why Didn’t They Ask Evans?, miniserie
- 2023: The Winter King (televisieserie)
- 2023: The Marvels
- 2024: The Gentlemen (miniserie)